# Wolf Gerlach

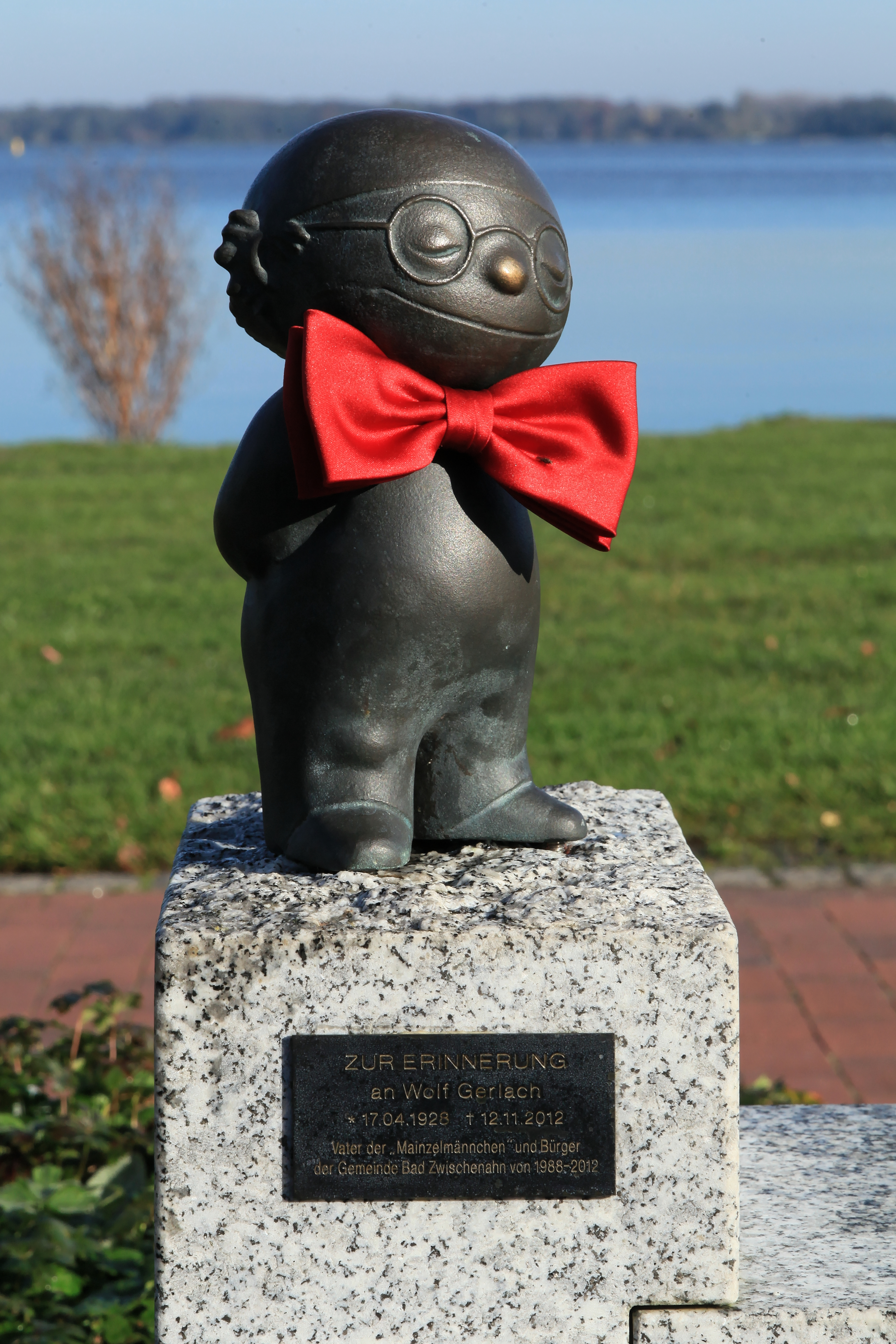
Mainzelmännchen Det – Bronzeskulptur im Kurpark von Bad Zwischenahn zum Gedenken an Wolf Gerlach

Wolf Theodor Gerlach (* 17. April 1928 in Stolp, Provinz Pommern; † 12. November 2012 in Bad Zwischenahn) war ein deutscher Bühnenbildner, Filmarchitekt, Karikaturenzeichner, Maler und Autor. Er erfand die Mainzelmännchen (ZDF) und Ute, Schnute, Kasimir (WDR).

## Leben
Wolf Gerlach wuchs zunächst in seiner Geburtsstadt Stolp auf, wo sein Vater als Innenarchitekt arbeitete. 1938 zog die Familie auf die Nordseeinsel Langeoog. Hier wurde Wolf Gerlach kurz vor Ende des Zweiten Weltkriegs noch als Luftwaffenhelfer eingesetzt.
Der gelernte Filmarchitekt, Bühnen- und Kostümbildner hatte am Oldenburgischen Staatstheater sein erstes Engagement als Bühnenbildner. Danach wechselte er als Chefbühnenbildner nach Braunschweig. Anfang der 1960er Jahre wurde Wolf Gerlach Filmarchitekt für Werbefilme in Wiesbaden. 1963 erfand er für den Start des ZDF die sechs Mainzelmännchen, durch die er bekannt wurde. Der Name Mainzelmännchen entstand in Anlehnung an Mainz, den Sitz des ZDF, und die sagenhaften Heinzelmännchen, weil die Mitarbeiter des ZDF ebenso pausenlos, emsig und vor der Öffentlichkeit verborgen für den Start des ZDF am 1. April 1963 arbeiteten. Die Mainzelmännchen gingen einen Tag später, am 2. April 1963, zum ersten Mal „auf Sendung“. Gerlach lieh in den ersten Jahren den Männchen auch seine markante Stimme. Zudem wirkte er an Zeichentrick-Serien wie Benjamin Blümchen und Bibi Blocksberg mit und entwickelte für den WDR die Figuren Ute, Schnute, Kasimir, deren Spots dort von 1978 bis 1989 als Werbetrenner eingesetzt wurden.
Von 1958 bis 1988 lebte Gerlach in Wiesbaden. Seine Frau Lisa schrieb die ersten beiden Kinderbücher über die Mainzelmännchen. Um die Mainzelmännchen, von denen jedes einen eigenen Charakter darstellt, auseinanderhalten zu können, bekamen sie auch Namen, und zwar nach dem Alphabet.
Gerlach machte sein Hobby Karikaturzeichnen zum Beruf. Im Ruhestand kehrte er zu seinen Wurzeln als Maler zurück und malte überwiegend in Aquarell.
Wolf Gerlach hatte vier Kinder und sechs Enkelkinder. Eines davon ist der Schauspieler Konstantin Gerlach. Wolf Gerlach lebte mit seiner Lebensgefährtin in Bad Zwischenahn im Landkreis Ammerland in der Nähe von Oldenburg. Am 12. November 2012 starb Gerlach im Alter von 84 Jahren.
Ausstellungen hatte er in Oldenburg, Rastede, Bremen, Bonn und Mainz.

## Auszeichnungen
- Bundesverdienstkreuz am Bande (24. Mai 1983)[6]
- Gutenberg-Büste der Stadt Mainz (17. Mai 2008)[7]